# WTA Challenger Cali

Altes Logo

Das WTA Challenger Cali (offiziell: Cali Open, zuvor Copa Oster und Copa Bionaire) ist ein Damen-Tennisturnier, das im Rahmen der WTA Challenger Series in der kolumbianischen Stadt Cali auf dem Gelände des Club Campestre de Cali ausgetragen wird. Ab 2024 wechselte die Turnierlizenz.
Das Turnier wurde erstmals im Jahr 2007 ausgetragen, als ITF-Turnier mit einem Preisgeld von 25.000 US-Dollar, das 2009 auf 50.000 US-Dollar angehoben wurde, 2010 auf 75.000 US-Dollar bis auf 100.000 US-Dollar im Jahr 2011. Am 14. Dezember 2012 gab die WTA bekannt, dass die Copa Bionaire als drittes Turnier der WTA-Challenger-Serie (Preisgeld dort 125.000 US-Dollar) in den Turnierkalender 2013 aufgenommen wird.
- Siehe auch ITF Cali

## Siegerliste

### Einzel
| Jahr | Siegerin                 | Finalgegnerin    | Ergebnis |
| ---- | ------------------------ | ---------------- | -------- |
| 2013 | Lara Arruabarrena Vecino | Catalina Castaño | 6:3, 6:2 |
| 2023 | Nadia Podoroska          | Paula Ormaechea  | 6:4, 6:2 |
| 2024 | Irina-Camelia Begu       | Veronika Erjavec | 6:3, 6:3 |

### Doppel
| Jahr | Siegerinnen                           | Finalgegnerinnen                   | Ergebnis         |
| ---- | ------------------------------------- | ---------------------------------- | ---------------- |
| 2013 | Catalina Castaño Mariana Duque Mariño | Florencia Molinero Teliana Pereira | 3:6, 6:1, [10:5] |
| 2023 | Weronika Falkowska Katarzyna Kawa     | Kyōka Okamura You Xiaodi           | 6:1, 5:7, [10:6] |
| 2024 | Veronika Erjavec Kristina Mladenovic  | Tara Würth Katarina Sawazka        | 6:2, 7:64        |